# Ústav pro rakouský dějezpyt
Ústav pro rakouský dějezpyt (německy Institut für Österreichische Geschichtsforschung) je výzkumný a vzdělávací institut ve Vídni. Jeho úkolem je poskytovat vzdělání v oblasti pomocných věd historických a provádět výzkum historie Rakouska. Je sice začleněn do duchovědné fakulty Univerzity Vídeň, ale podléhá přímo rakouskému spolkovému ministerstvu vzdělávání, vědy a kultury.

## Historie
Ústav založil císař František Josef I. v roce 1854 především pro vzdělávání pedagogů dějin Rakouska. O rok později začala výuka, na kterou bylo přijato prvních šest stipendistů. Organizace výuky probíhala podle vzoru pařížské École des chartes. Trvala tři roky, přičemž první rok trval přípravný kurs a po úspěšném složení zkoušky mohli posluchači pokračovat v hlavním dvouletém kursu. Škola se vyprofilovala se zaměřením na rakouské dějiny a výuku archivářů, za vedení historika a diplomatika Theodora von Sickela došlo k rozšíření výuky i pro knihovníky a muzejníky. V roce 1898 byla výuka doplněna o zkoušku pro státní archivní službu, která se stala podmínkou pro přijetí do státních archivů. V letech 1920 až 1945 měl ústav pozměněný název Rakouský ústav pro dějezpyt (Österreichisches Institut für Geschichtsforschung). Od roku 1927 musí mít každý odborný archivář ve státní službě v Rakousku zkoušku z tohoto institutu. Od roku 1951 byl zrušen přípravný kurs a studium trvá tři roky.

## Vzdělávání
Vedle své výzkumné činnosti nabízí ústav magisterské studium pomocných věd historických a archivnictví pro odborné zaměstnance archivů, muzeí a knihoven. Tříleté studium je podmíněno ukončeným bakalářským studiem v oboru historie nebo příbuzném oboru na rakouské nebo zahraniční vysoké škole či univerzitě. Počet posluchačů je omezen na maximálně 25 osob v každém ročníku.
Studenti nejprve absolvují tzv. základní modul a poté se rozhodnou pro jeden ze tří rozšiřujících modulů. Základní modul obsahuje především rakouské dějiny, středověkou a novověkou paleografii, diplomatiku, ústavní a správní dějiny, archivnictví, muzejnictví, chronologii, heraldiku, sfragistiku, genealogii, dějiny umění, ediční a regestovou nauku.
Rozšiřovací model historické bádání obsahuje navíc přednášky z kodikologie, knihovnictví, numismatiky a umožňuje prohloubení paleografie a diplomatiky. Náplní modulu archivnictví jsou obdobné předměty a navíc právní otázky archivnictví, dějiny úřadů, archivní management a archivní techniku. Posledním modulem jsou mediální archivy, které se specializují vedle archivnictví na mediální dějiny, madiální analýzu a uplatnění v archivnictví, techniku restaurování a ukládání video, zvukových, filmových a digitálních záznamů či uplatnění na mediálním trhu.
Studium je ukončeno písemnou magisterskou prací a magisterskou zkouškou, která se dělí na písemnou a ústní část. Zkouška má platnost státní zkoušky v oboru pomocných věd a archivnictví. Po zdárném ukončení obdrží titul magistr filosofie (Magister der Philosophie, Mag. phil.) a každý absolvent má právo se nazývat členem Ústavu pro rakouský dějezpyt.

## Publikace
Institut vydává od roku 1879 mj. časopis Sdělení Ústavu pro rakouský dějezpyt (Mitteilungen des Instituts für Österreichische Geschichtsforschung). Podílí se též na vydávání historických edic.

## Seznam ředitelů školy
- Albert Jäger (1854–1869)
- Theodor von Sickel (1869–1891)
- Heinrich von Zeißberg (1891–1896)
- Engelbert Mühlbacher (1896–1903)
- Emil von Ottenthal (1903–1926)
- Oswald Redlich (1926–1929)
- Hans Hirsch (1929–1940)
- Otto Brunner (1940–1945)
- Leo Santifaller (1945–1962)
- Heinrich Fichtenau (1962–1983)
- Herwig Wolfram (1983–2002)
- Karl Brunner (2002–2009)
- Thomas Winkelbauer (od 2010)

## Významní čeští absolventi
- Josef Emler – historik, nejvýznamnější vydavatel edic
- Josef Šusta – historik, spisovatel
- Jan Bedřich Novák – historik
- Gustav Friedrich – historik
- Kamil Krofta – historik, diplomat, ministr zahraničí

## Obdobné vzdělávací instituce
- Archivschule v Marburgu
- Bayerische Archivschule v Mnichově
- École nationale des chartes v Paříži
- Scuola Vaticana di Paleografia, Diplomatica e Archivistica v Římě
- Státní archivní škola v Praze (zrušená)